# GPS2SMS
De term GPS2SMS wordt gebruikt om de overdracht van coördinaten van een object of persoon door middel van een sms aan te duiden. Hiervoor zijn de volgende toepassingen geschikt:
- anti-diefstalsysteem voor voer- en vaartuigen (alarm slaan als het vervoerd wordt)
- tracking & tracing (het volgen van een voorwerp, bijvoorbeeld een zeecontainer)
- geofencing (alarm slaan als iemand een verboden gebied betreedt)
- digitaal broodkruimelspoor maken van een gevolgde route
- personenalarmsysteem om te melden dat een bepaald persoon hulp behoeft

De sms-berichten kunnen verstuurd worden door een willekeurig apparaat, als dat beschikt over een GSM-modem of -telefoon en een gps-ontvanger. Er bestaan commerciële handzame apparaatjes op de markt, inbouwsystemen voor voertuigen, programma's voor op pc, pda en laptop, alsook enkele zelfbouwprojecten, zoals een klein apparaatje dat een mobiele telefoon verbindt met een gps.
Voor het signaleren van diefstal van een voertuig kan een apparaatje worden gebruikt dat een alarm-SMS stuurt met de coördinaten van het te bewaken object, zodra het een bepaald gebied verlaat.